# Кравчий
Кра́вчий (крайчий, крайчей, кравчей) — придворный чин Русского государства, ответственный за стольников, подающих еду и напитки. Этим словом также иногда переводятся названия аналогичных должностей при дворах других монархов.

## В Русском царстве
Кравчий в Русском царстве впервые упоминается в 1514 году и, вероятно, существовал с конца XV века. Он служил московскому государю в торжественных случаях за обеденным столом; в его ведении были стольники, подававшие кушанья. Кроме надзора за питьями и яствами, на кравчего возлагалась рассылка в торжественные дни кушаний и напитков с царского стола на дом боярам и другим чинам. В кравчие назначались члены наиболее знатных фамилий, как правило из шуринов или других родственников царя. В этой должности, считавшейся весьма почётной, они оставались не более 5 лет. В списках они писались после окольничих. Кравчество, являвшееся высшей ступенью для стольника, не соединялось с высшими служебными должностями — дворецкого, окольничего, боярина.
Кравчему обычно вместе с должностью жаловался город Гороховец. Кравчему мог быть назначен твёрдый доход; такой чин назывался кравчий с путём. Например, таковым в 1616 году был Михаил Михайлович Салтыков.
Кравчие отвечали за стол и здоровье царя, а также за всю посуду, напитки, столовое убранство (скатерти, рушники, полотенца) и т. д. Борис Годунов прослужил кравчим три года.
При царях Иване Алексеевиче и Петре Алексеевиче было два кравчих: А. П. Прозоровский при Иване Алексеевиче и Б. А. Голицын при Петре Алексеевиче. В 1690 году они были пожалованы в бояре, и на их место заступили В. Ф. Салтыков и К. А. Нарышкин. Кирилл Алексеевич Нарышкин был последним российским кравчим, и с 1723 года согласно «Табели о рангах» эта должность императорского двора стала называться «обер-шенк».

## Список кравчих
| Год       | Фамилия, Имя, Отчество                     | Примечания |
| --------- | ------------------------------------------ | --- |
| 1514-1522 | Сабуров Иван Дмитриевич (Юрьевич)          | В царствование Василия III Ивановича, родной брат супруги великого князя Соломонии Юрьевны Сабуровой |
| 1525-1530 | Князь Голицын Юрий Михайлович              | |
| 1531-1535 | Князь Кубенский Иван Иванович              | Двоюродный племянник великого московского князя Василия III Ивановича |
| 1536-1540 | Князь Глинский Юрий Васильевич             | Брат великой княгини Елены Васильевны |
| 1541      | Князь Мстиславский Иван Фёдорович          | Мать И. Ф. Мстиславского Анастасия Петровна, дочь крещенного казанского царевича Петра Ибрагимовича (ум. 1523) и великой княгини Евдокии Ивановны, дочери великого московского князя Ивана III Васильевича, двоюродный племянник царя Ивана IV Грозного, тесть касимовского хана Симеона Бекбулатовича |
|           | Князь Горенской Пётр Иванович              | Казнён (1565) |
|           | Собакин Калист Васильевич                  | Казнён |
| 1566      | Басманов Фёдор Алексеевич                  | Сослан в ссылку |
| 1575      | Князь Мстиславский Фёдор Иванович          | |
| 1578-1587 | Годунов Борис Фёдорович                    | Русский царь (1598—1605) |
| 1586      | Романов-Юрьев Александр Никитич            | В царствование Фёдора Ивановича (его двоюродный брат по матери) |
| 1605      | Князь Лыков Борис Михайлович               | При Лжедмитрии I |
|           | Князь Сулешов-Черкасский Василий Енисеевич | При царе Михаиле Фёдоровиче |
| 1616      | Салтыков Михаил Михайлович                 | Троюродный брат царя Алексея Михайловича, свояк патриарха Филарета |
| 1627      | Князь Львов Алексей Михайлович             | |
| 1627-1640 | Князь Сулешев Василий Яишевич              | |
| 1639-1658 | Салтыков Пётр Михайлович                   | Троюродный брат царя Алексея Михайловича |
| 1640      | Волынский Павел Иванович                   | |
| 1640      | Стрешнев Семён Лукьянович                  | |
| 1641-1645 | Князь Урусов Семён Андреевич               | |
| 1661-1668 | Князь Урусов Пётр Семёнович                | |
| 1676      | Князь Голицын Борис Алексеевич             | |
| 1676      | Князь Куракин Иван Григорьевич             | |
| 1682-1690 | Князь Прозоровский Алексей Петрович        | При малолетнем царе Иване Алексеевиче |
| 1690      | Нарышкин Фёдор Кириллович                  | |

## Речь Посполитая
Крайчий (кравчий, пол. krajczy; лат. structor mensae, incisor) — название придворного кравчего в Короне Королевства Польского и в Великом княжестве Литовском:
- кравчий великий коронный (кравчие великие коронные)
- кравчий великий литовский (кравчие великие литовские)
- кравчий королевы
- кравчий земский

В Польско-Литовском государстве светским сановникам, имевшим чин кравчих, стольников, подстольников, чашников давался титул баронов, который по наследству переходил на мужское потомство.